# Uitkerke
Uitkerke é uma vila e deelgemeente belga do município de Blankenberge, província de Flandres Ocidental. Em 1977, o antigo município foi extinto e  anexado ao de Blakenberge. A localidade possui uma igreja gótica de Santo Amando.

Mapa e localização de Uitkerke na Bélgica.

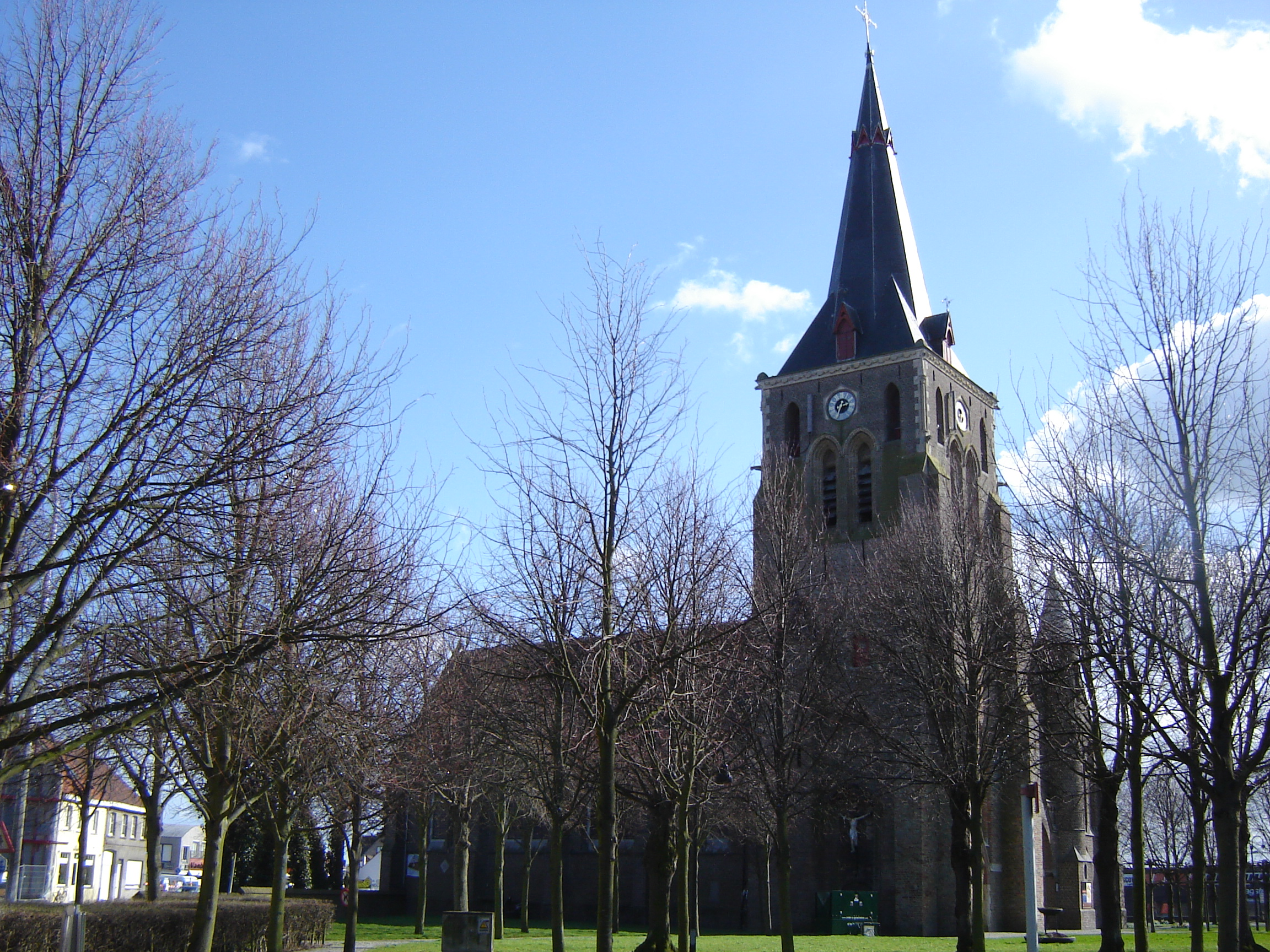
Igreja de Santo Amando, em Uitkerke.